# Odprti izobraževalni viri
Odprti izobraževalni viri (angleško Open Educational Resources, OER) so vsa učna gradiva z odprtimi licencami, ki omogočajo brezplačno delitev med učitelji in učenci po vsem svetu in so zato potrebni za spodbujanje inovativnih učnih okolij, v katerih lahko uporabniki vsebino prilagodijo svojim potrebam. Razvoj in promocija virov v okviru gibanja za odprto družbo je trend na področju izobraževanja na daljavo, ki ponuja alternativno in izboljšano izobraževalno paradigmo. 

## Obseg in narava virov za prosto izobraževanje
Koncept virov za odprto izobraževanje ima več definicij. Izraz je bil prvič zapisan leta 2002 na Unescovem Forum on Open Courseware  in je označeval »poučevanje, učenje in raziskovalno gradivo v katerem koli mediju, ki je v javni lasti ali pod javno licenco in ki dopušča brezplačni dostop, uporabo, prilagoditev in prerazporeditev medijev.« Odprta licenca je mednarodni pravni koncept za upravljanje z intelektualno lastnino. Pod vire za prosto izobraževanje štejemo učbenike, video gradiva, teste, programsko opremo, gradiva ali tehnike za podporo dostopu do znanja. Organizacija za gospodarsko sodelovanje in razvoj definira vire za prosto izobraževanje kot digitalizirano gradivo, ki je brezplačno na voljo učiteljem, pedagogom, učencem in samoukom.
Neskladja med definicijami: 
- Narava virov: nekatere vključujejo le digitalne vire, druge tudi nedigitalne.
- Izvor virov: nekatere zajemajo vire, ki so bili ustvarjeni izrecno za izobraževalne namene, druge pa vsak vir, ki bi bil uporaben pri učenju.
- Raven odprtosti: večina definicij zahteva, da je vir v javni domeni, ostale zahtevajo, da je uporaba izključno izobraževalna ali pa izključujejo komercialno uporabo.

Definicijam je skupno, da:
- vključujejo uporabo, predelavo in prilagoditev virov,
- vključujejo prosto uporabo za izobraževalne namene za učitelje in učence in
- obsegajo vse tipe digitalnih medijev.

## Zgodovina
Gibanje za odprte izobraževalne vire se je rodilo v sferi odprtega učenja in učenja na daljavo, v kulturi odprtega znanja in vzajemnega učenja ... Globalno promocijo virov za prosto izobraževanje je sprožil MIT (Massachusetts Institute of Technology) OpenCourseWare leta 2001 s postavitvijo celotnega kataloga svojih tečajev v prosti spletni dostop. Septembra 2007 so v Cape Townu sestavili manifest o prostem izobraževanju (Cape Town Open Education Declaration) in ga objavili 22. januarja 2008. V njem pozivajo vlade in založnike, da napravijo javno financirano učno gradivo brezplačno dostopno preko interneta. 

## Licenciranje
Odprti izobraževalni viri odpirajo vprašanja v zvezi s pravicami intelektualne lastnine in se tako razlikujejo od prostih, prosto dostopnih oz. brezplačnih izobraževalnih virov. Brezplačna gradiva služijo pomembnemu namenu v izobraževanju, saj zagotavljajo orodja za podporo poučevanju in učenju, vendar brezplačni viri niso nujno odprti viri. Brezplačno in postodostopen pomeni, da za dostop do materialov ni potrebnih stroškov. To ne pomeni, da lahko uporabniki ponovno uporabljajo, spreminjajo ali delijo gradivo.
Tradicionalno izobraževalno gradivo, kot so učbeniki, so varovani v skladu z običajno avtorsko zakonodajo. Alternativa so prilagodljivejše možnosti licenciranja Creative Commons, ki so manj omejujoče kot določilo "vse pravice pridržane" v okviru copyrighta. CC-licence so postale ključne za gibanje OER. Drugo dovoljenje, ki ga razvijalci programske opreme prostih izobraževalnih virov uporabljajo, je splošno dovoljenje GNU, ki spada k FOSS (free and open-source software) skupnosti. Viri za prosto izobraževanje so lahko statični ali dinamični in se skozi čas spreminjajo (npr. Wikipedija).

## Institucionalna podpora
Mnoge politike zahtevajo, da so javno financirani viri odprto licenčni, tj. zastonj. Velik del odprtih virov za izobraževanje je bil financiran s strani univerz, fundacij in iz državnih sredstev. Unesco je sprožil razpravo o tem, kako uporabiti odprte izobraževalne vire v praksi, v prepričanju, da lahko odprti izobraževalni viri razširijo dostop do kakovostnega izobraževanja, še posebej če ga organizirajo  države in visokošolski zavodi. Unesco uporablja vire za odprto izobraževanje kot sredstvo za spodbujanje dostopa, pravičnosti in kakovosti v duhu Splošne deklaracije o človekovih pravicah. Gibanje za odprte izobraževalne vire je bilo kljub temu deležno očitka, da je bilo neuspešno pri povezovanju na svetovni ravni.

## Slovenski viri zaodprto izobraževanje
- Wikiverza.
- Miran Hladnik: Nova pisarija, 2014.
- Miran Hladnik: Praktični spisovnik ali Šola strokovnega ubesedovanja (2002); eden izmed prvih prosto dostopnih univerzitetnih učbenikov.
- Miran Hladnik in Toussaint Hočevar:Slovene for Travelers (Slovenščina za popotnike), 2001.
- i-Učbeniki Arhivirano 2016-03-31 na Wayback Machine.: Spletno mesto interaktivnih učbenikov. Zavod RS za šolstvo idr., 2015-.
- Veronika Dolar: Odprta izobrazba

## Opening up Slovenia
Opening up Slovenia je slovensko združenje za širjenje prostega izobraževanja. Je nosilec dveh projektov: UNESCO (katedra o odprtih tehnologijah za prosto dostopne izobraževalne vire in odprto učenje) in ExploEdu (inteligentna uporaba OER sistema prosto dostopnih spletnih storitev in mobilnih aplikacij za avtomatsko identifikacijo, zajem, bogatenje, urejanje, poglobljene analize in inteligentno uporabo OER).